# Negro Matapacos
Pour les articles homonymes, voir Negro (homonymie).
Negro Matapacos (traduit en Noir Tueur de flics) est un chien chilien connu pour sa participation aux manifestations à Santiago pendant les années 2010. Il est reconnaissable à son pelage noir et à son foulard rouge attaché au cou, même si les étudiants lui plaçaient aussi des foulards d'autres couleurs.

## Biographie

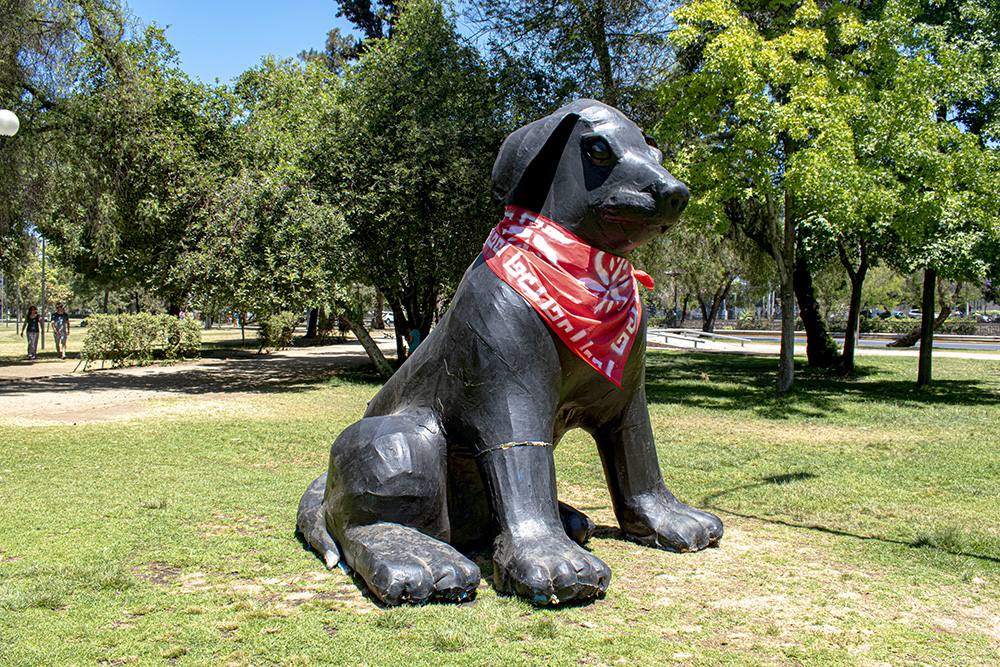
Représentation du Negro Matapacos à Santiago.

Ce chien s'est rendu célèbre dans les cercles universitaires de Santiago, principalement dans les universités de Santiago (Usach), Tecnológica Metropolitana (UTEM) et Centrale (Ucen). Pendant les mouvements étudiants de 2011, Negro Matapacos s'est fait connaître par sa participation à des manifestations de rue en attaquant des Carabiniers du Chili, générant la sympathie des manifestants. Il continua à participer aux manifestations tout au long de la décennie. Il gagna sa renommée parmi des étudiants et des citoyens qui le prenaient en photo, photos qu'ils partageaient ensuite sur des réseaux sociaux. Ils ont même créé un profil dédié au Negro Matapacos sur Facebook.
Ce chien était considéré comme errant, en raison de sa présence dans divers établissements universitaires et dans les rues de Santiago, mais en fait, Negro Matapacos était gardé et nourri par María Campos, qui l'a adopté en 2009 ; il avait un panier dédié à son domicile. Elle lui attachait des foulards autour du cou et elle lui livrait une bénédiction avant qu'il ne sorte dans la rue. Divers milieux ont aussi dénommé le chien «Loukanikos chilien», en référence à son équivalent grec participant aux manifestations en Grèce entre 2010 et 2012,,. Il a été blessé à au moins deux reprises : pendant une bagarre avec un autre chien dans l'université UTEM, et quand il fut écrasé par un véhicule policier. Il fut soigné par des vétérinaires de l'université Alberto Hurtado.
Negro Matapacos est mort le 26 août 2017 de cause naturelle, soigné par un service vétérinaire et par les personnes qui l'accueillaient. Diverses sources mentionnent qu'au moment de son décès, il aurait laissé une descendance de 32 chiots avec 6 chiennes différentes.

## Références culturelles

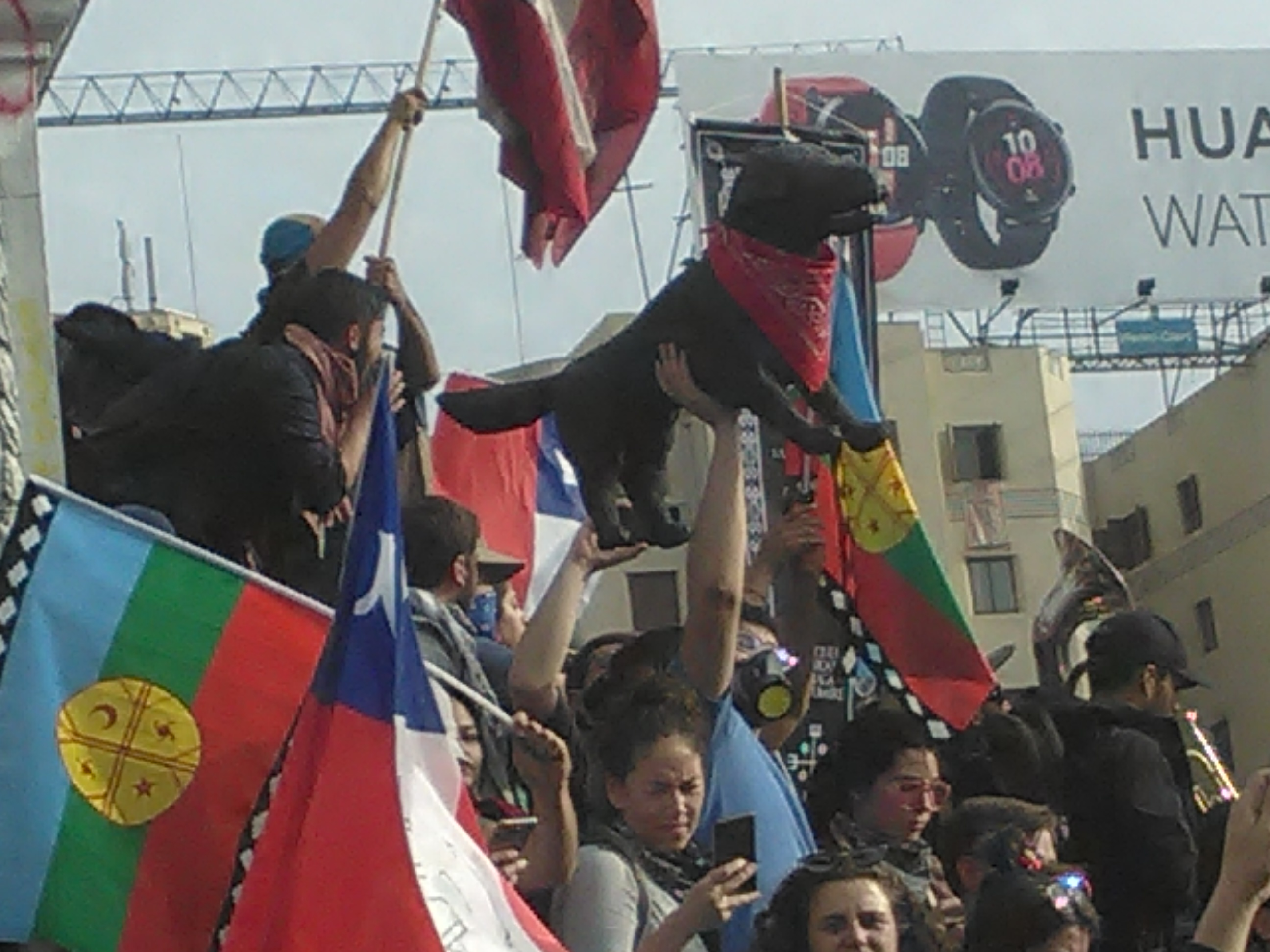
Sculpture de papier maché du Negro Matapacos dans une manifestation sur la Place Baquedano (novembre 2019).